# Калининградский район (Калининградская область)
Калининградский район — район, существовавший в Калининградской области РСФСР в 1947—1959 годах. Центр — село Нивенское.
Калининградский район был образован 25 июля 1947 года. В его состав вошли 6 сельсоветов: Владимировский, Зеленопольский, Марийский, Нивенский, Семеновский и Цветковский.
27 апреля 1959 года Калининградский район был упразднён, а его территория разделена между Багратионовским, Гвардейским и Ладушкинским районами.